# Aselsan
Aselsan ( en turco: Aselsan, acrónimo : As kerî El ektronik San ayi, Industrias Electrónicas Militares ), Aselsan A.Ş., es una corporación de defensa turca con sede en Ankara, Turquía. Su principal área operativa es la investigación, desarrollo y fabricación de productos militares avanzados para fuerzas aéreas, terrestres y marítimas. La empresa es uno de los principales contratistas de las Fuerzas Armadas de Turquía. Aselsan fue clasificada por Defense News como la 48ª empresa de defensa más grande en términos de ingresos. La Fundación del Ejército Turco es el fundador y principal accionista.

## Historia
Aselsan fue fundada por la Fundación del Ejército Turco en 1975 después de la decisión de Estados Unidos de imponer un embargo a Turquía debido a la Operación Chipre. El primer director ejecutivo de ASELSAN fue M. Hacim Kamoy. 
A principios de 1979, tras una inversión y un período de establecimiento de infraestructura, ASELSAN comenzó su producción en las instalaciones de Macunköy en Ankara. Desde entonces, ASELSAN ha ampliado su cartera de productos y clientes, basándose principalmente en investigación y desarrollo autóctonos, personal capacitado localmente y en cooperación con otras instituciones de investigación y universidades turcas.